# Tân Hòa, Buôn Ma Thuột
Tân Hòa là một phường thuộc thành phố Buôn Ma Thuột, tỉnh Đắk Lắk, Việt Nam.
Phường có diện tích 5,11 km², dân số năm 1999 là 10.297 người, mật độ dân số đạt 2.015 người/km².

## Hành chính
Phường Tân Hòa được chia thành 8 tổ dân phố: Tổ Dân Phố 1, Tổ Dân Phố 2, Tổ Dân Phố 3, Tổ Dân Phố 4, Tổ Dân Phố 5, Tổ Dân Phố 6, Tổ Dân Phố 7, Tổ Dân Phố 8, Tổ Dân Phố 9, Tổ Dân Phố 10.